# Kim Yun-ji
Kim Yun-ji (født 16. januar 2000) er en kvindelig sydkoreansk håndboldspiller som spiller for Wonderful Samcheok og Sydkoreas kvindehåndboldlandshold. Hun spiller højre fløj.
Hun repræsenterede Sydkorea ved kvindernes håndboldturnering under Sommer-OL 2020 i Tokyo.